# Josef Kersh
Josef Gabriel Kersh, född 22 januari 2003, är en svensk skådespelare.

## Biografi
Kersh innehade en lite roll i den svenska TV-serien Helikopterrånet. I filmserien om kommissarie Beck spelade han Mino Salihu en av rånmördarna i filmen Beck – Vilhelm. I filmen Kevlarsjäl spelade han huvudrollen som den äldre brodern Alex.

## Filmografi (i urval)
- 2024 – Beck – Vilhelm
- 2024 – Helikopterrånet (TV-serie)
- 2025 – Kevlarsjäl